# Crocomela intensa
Crocomela intensa là một loài bướm đêm thuộc phân họ Arctiinae, họ Erebidae.